# Jeanne la Pucelle 2: Les Prisons
Jeanne la Pucelle 2: Les Prisons is een Franse dramafilm uit 1994 onder regie van Jacques Rivette. Het scenario is gebaseerd op het leven van Jeanne d'Arc.

## Verhaal
Jeanne is een simpele boerendochter. Zij heeft de goddelijke opdracht gekregen om de Franse koning Karel VII te helpen in zijn oorlog tegen de Engelsen.

## Rolverdeling
| Acteur             | Personage           |
| ------------------ | ------------------- |
| Sandrine Bonnaire  | Jeanne d'Arc        |
| André Marcon       | Karel VII           |
| Jean-Louis Richard | La Trémoille        |
| Marcel Bozonnet    | Renault de Chartres |
| Patrick Le Mauff   | Jan van Orléans     |
| Didier Sauvegrain  | Raoul de Gaucourt   |
| Jean-Pierre Lorit  | Jan II van Alençon  |
| Bruno Wolkowitch   | Gilles de Laval     |